# Myriopholis rouxestevae
Espèce
Synonymes
- Typhlops  rouxestevae Trape & Mané, 2004
- Leptotyphlops rouxestevae (Trape & Mané, 2004)

Statut de conservation UICN

 LC  : Préoccupation mineure
Myriopholis rouxestevae est une espèce de serpents de la famille des Leptotyphlopidae.

## Répartition
Cette espèce se rencontre au Sénégal et au Mali.

## Étymologie
Cette espèce a été nommée en l'honneur de l'herpétologiste Rolande Roux-Estève.

## Publication originale
- Trape & Mané, 2004 : Les serpents des environs de Bandafassi (Sénégal oriental). Bulletin de la Société. Herpétologique de France, vol. 109, p. 5-34.